# Sympherta orientalis
Sympherta orientalis là một loài tò vò trong họ Ichneumonidae.